# All Night Long (песня Симона Мэтью)

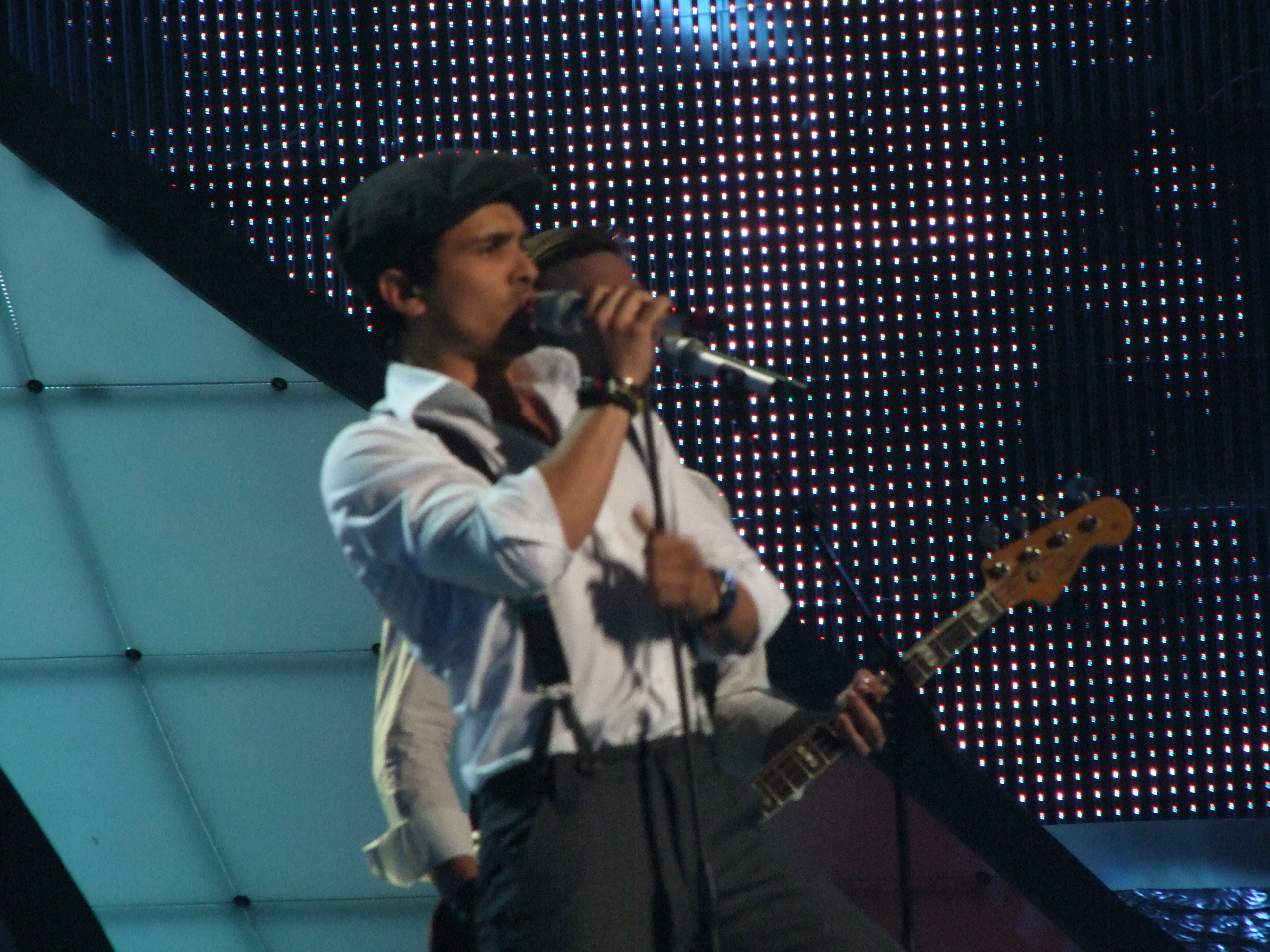

All Night Long (с англ. — «Всю ночь напролёт») — песня, с которой 22 мая 2008 года Саймон Мэтью представил Данию на международном конкурсе песен «Евровидение 2008». Авторы песни: Хакоб Лаунбхерг, Свенд Гудиксен и Нис Быгвад. Песня заняла 15 место с 60 баллами в финале, а во втором полуфинале конкурса — третье место с 112 баллами.

## Позиции в чартах
| Чарт (2008)           | Высшая позиция |
| --------------------- | -------------- |
| Denmark Singles Chart | 12             |
| Sweden Singles Chart  | 56             |